# Ludwig (Blois)

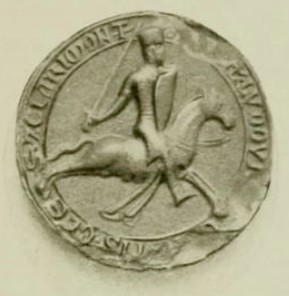
Siegel Ludwigs von Blois

Ludwig (* 1171/1172; † 14. April 1205 in Adrianopel) war Graf von Blois, Chartres und Châteaudun, von 1191 bis 1205 sowie von Clermont-en-Beauvaisis aus dem Recht seiner Frau. Er war der Sohn von Graf Theobald V. und Alix von Frankreich. Seine Großeltern mütterlicherseits waren König Ludwig VII. und Eleonore von Aquitanien.
Er heiratete 1184 Katharina von Clermont, Tochter von Raoul I., Graf von Clermont-en-Beauvaisis. Nach dem Tod seines Schwiegervaters wurde Ludwig aus dem Recht seiner Frau dessen Nachfolger als Graf von Clermont.
1196 schaffte Ludwig die Leibeigenschaft in seinen Ländern ab. Beim Turnier von Écry-sur-Aisne am 28. November 1199 waren er und sein Vetter Theobald III. die ersten, die dem Ruf Papst Innozenz’ III. zum Vierten Kreuzzug folgten und sich zur Teilnahme verpflichteten. Er verließ Frankreich 1202, verpasste die Eroberung von Konstantinopel 1204, da er über Monate hinweg krank war. Auch an den folgenden Überfällen seiner Leute in Kleinasien, bei denen er zum Herzog von Nikäa ernannte werden sollte, konnte er nicht teilnehmen.
Er hatte sich gerade gesundheitlich erholt, als er in der Schlacht von Adrianopel gegen die Bulgaren-Armee Kalojans fiel: Er jagte zu lange hinter dem fliehenden Feind her, bis er in einen Hinterhalt geriet. Kaiser Balduin I. geriet in Gefangenschaft, Ludwig wurde getötet.
Mit Katharina hatte er drei Kinder:
- Rudolf (Raoul, * vor 1201; † jung);
- Johanna (Jeanne, * nach Mai 1202; † jung);
- Theobald VI. (Thibaud, † 1218), Graf von Blois, Chartres, Châteaudun und Clermont.